# 4 september
4 september is de 247ste dag van het jaar (248ste dag in een schrikkeljaar) in de gregoriaanse kalender. Hierna volgen nog 118 dagen tot het einde van het jaar.

## Gebeurtenissen
- Algemeen
  - 1781 - Los Angeles wordt gesticht.
  - 1827 - Een grote brand legt de Finse stad Turku grotendeels in de as.
  - 1954 - Het standbeeld van Bartje wordt onthuld in Assen.
  - 1996 - Koningin Beatrix verricht de officiële opening van de Erasmusbrug in Rotterdam.
  - 2023 - In de Keniaanse hoofdstad Nairobi komen Afrikaanse staatshoofden bijeen voor een klimaatconferentie met als belangrijkste thema het benutten van de mogelijkheden van het Afrikaanse continent voor hernieuwbare energie. De conferentie is een opmaat voor de COP28 die staat gepland voor november.[1]
- Economie
  - 1998 - Google LLC wordt opgericht.
  - 2000 - De AEX-index bereikt het hoogste punt ooit: 1546,03 (gulden-)punten (in euro’s: 701,56 punten). Hierna zal de koers tot begin 2003 een dalende lijn inzetten.
- Media
  - 1987 - Vanuit Turijn wordt live wereldwijd Madonna's concert in het kader van haar Who's That Girl World Tour uitgezonden.
  - 1998 - De laatste aflevering van Flodder wordt uitgezonden. De televisieserie kent 62 afleveringen in 5 seizoenen. Verder heeft het drie films.
  - 2019 - RTL is terug met Het spijt me. Zonder bloemetje, andere tune en met Caroline Tensen. Ook is Ranking the Stars weggekocht van de NPO en te zien bij RTL 5 met opnieuw Paul de Leeuw als presentator.
- Oorlog
  - 1886 - De Noord-Amerikaanse indianenleider Geronimo geeft zich over.
  - 1941 - USS Greer (DD-145) wordt beschoten door een Duitse onderzeeboot (U-652), alhoewel de VS neutraal zijn. Spanningen lopen op tussen de twee landen.
  - 1944 - Tweede Wereldoorlog: de geallieerde troepen bevrijden Antwerpen, maar de Scheldemonding blijft nog weken bezet.
  - 1991 - Bij gevechten tussen gewapende Serviërs en de Kroatische Nationale Garde valt Kroatië uiteen in twee, niet langer met elkaar verbonden delen.
  - 2017 - De Colombiaanse regering sluit een tijdelijke wapenstilstand met rebellenbeweging ELN voor de duur van 102 dagen.
- Politiek
  - 476 - Odoaker, aanvoerder van de Germaanse hulptroepen, laat zichzelf in Ravenna tot rex Italiae ("koning van Italië") uitroepen.
  - 626 - Keizer Gao Zu, grondlegger van de Tang-dynastie, treedt af ten gunste van zijn zoon Tai Zong die de troon bestijgt van het Chinese Rijk.
  - 1416 - Johan I van Nassau-Siegen wordt opgevolgd door zijn zoons Adolf I, Johan II “met de Helm”, Engelbrecht I en Johan III “de Jongere”.
  - 1870 - Keizer Napoleon III van Frankrijk wordt afgezet. De Derde Republiek wordt uitgeroepen.
  - 1913 - Huwelijk van ex-koning Emanuel II van Portugal en prinses Augusta Victoria van Hohenzollern-Sigmaringen in Sigmaringen.
  - 1948 - Abdicatie van Wilhelmina en troonsaanvaarding van Juliana als Koningin der Nederlanden.
  - 1976 - Palestijnse terroristen kapen een KLM-vliegtuig en eindigen op Cyprus.
  - 1990 - De eerste ministers van Noord- en Zuid-Korea ontmoeten elkaar voor het eerst sinds 45 jaar in Seoel. Zij plegen overleg om de spanningen tussen beide landen te verminderen.
  - 2014 - Zuid-Afrika heeft de dalai lama, de geestelijk leider van de Tibetanen, voor de derde keer in vijf jaar een visum geweigerd.
- Recreatie
  - 2001 - Tokyo DisneySea, het tweede attractiepark binnen het Tokyo Disney Resort, opent zijn deuren.
  - 2022 - Het Spookslot, uit attractiepark de Efteling sluit na ruim 44 jaar haar deuren.
- Religie
  - 1994 - Bisschopswijding van Leonardus Dobbelaar, Nederlands apostolisch vicaris van Nekemte in Ethiopië.
  - 2016 - Moeder Theresa wordt heilig verklaard.
  - 2022 - Paus Johannes Paulus I wordt zalig verklaard door Paus Franciscus.[2]
- Sport
  - 1960 - Real Madrid wint de eerste editie van de wereldbeker voetbal door het Uruguayaanse CA Peñarol over twee wedstrijden te verslaan.
  - 1965 - Bij wedstrijden in Debrecen scherpt Gyula Zsivótzky het wereldrecord kogelslingeren van de Amerikaanse atleet Harold Connolly (71,26 meter) aan tot 73,74 meter.
  - 1971 - Zwemmer Mark Spitz uit de Verenigde Staten brengt in Leipzig het wereldrecord op de 200 meter vrije slag op 1.54,2.
  - 1974 - In de eerste interland na het WK voetbal 1974 in West-Duitsland wint het Nederlands voetbalelftal in Stockholm met 5-1 van Zweden. Johan Neeskens benut twee strafschoppen. Middenvelder Jan Peters van N.E.C. maakt zijn debuut voor Oranje.
  - 1985 - Het Nederlands voetbalelftal bereidt zich voor op de play-offs tegen België en verslaat Bulgarije. Rob de Wit maakt in Heerenveen het enige doelpunt voor Oranje. Ernie Brandts (28ste) en Huub Stevens (18de) spelen hun laatste interland.
  - 2021 - Het Nederlands voetbalelftal wint de belangrijke kwalificatiewedstrijd tegen Montenegro met 4-0 in het Philips Stadion mede dankzij twee doelpunten van Memphis Depay.
  - 2022 - Max Verstappen wint op Circuit Zandvoort net als vorig jaar de Formule 1 race. Hij breidt zijn voorsprong uit in het klassement van het wereldkampioenschap.
  - 2023 - Tijdens het gala van de Eredivisie-Awards in Utrecht wordt Orkun Kokçü uitgeroepen tot beste speler en Fenna Kalma tot beste speelster van het afgelopen eredivisieseizoen. Louis van Gaal ontvangt een oeuvre-award. Xavi Simons en Esmee Brugts worden gekozen tot talent van het jaar.[3]
- Wetenschap en technologie
  - 1609 - Henry Hudson ontdekt het eiland Manhattan.
  - 1882 - Thomas Edison schakelt 's werelds eerste elektriciteitsvoorziening in, waarmee hij 59 klanten rond zijn Pearl Street Station in Lower Manhattan van 110 volt gelijkspanning voorziet.
  - 1888 - George Eastman registreert de naam Kodak, en krijgt een octrooi voor zijn camera, die een filmrolletje gebruikt.
  - 1962 - Mariner 2 van NASA dat onderweg is naar de planeet Venus is het eerste ruimtevaartuig dat een koerscorrectie uitvoert in de ruimte.[4]
  - 2020 - Lancering van Kechongfushiyong Shiyan Hangtianqi, een experimenteel ruimtevliegtuig, met een Lange Mars 2F raket van China Aerospace Science Corporation (CASC) vanaf lanceerbasis Jiuquan SLS-1 in China.[5]
  - 2023 - Lancering van een Falcon 9 raket van SpaceX vanaf Kennedy Space Center Lanceercomplex 39 voor de Starlink Group 6-12 missie met 21 Starlink satellieten.[6]
  - 2023 - Landing van een Crew Dragon ruimtevaartuig met de NASA astronauten Stephen Bowen en Warren Hoburg, MBRSC astronaut Sultan Al Neyadi en Roskosmos kosmonaut Andrej Fedjajev voor de kust van Florida. Hiermee is er na 6 maanden een einde gekomen aan de Crew-6 missie.[7]

## Geboren

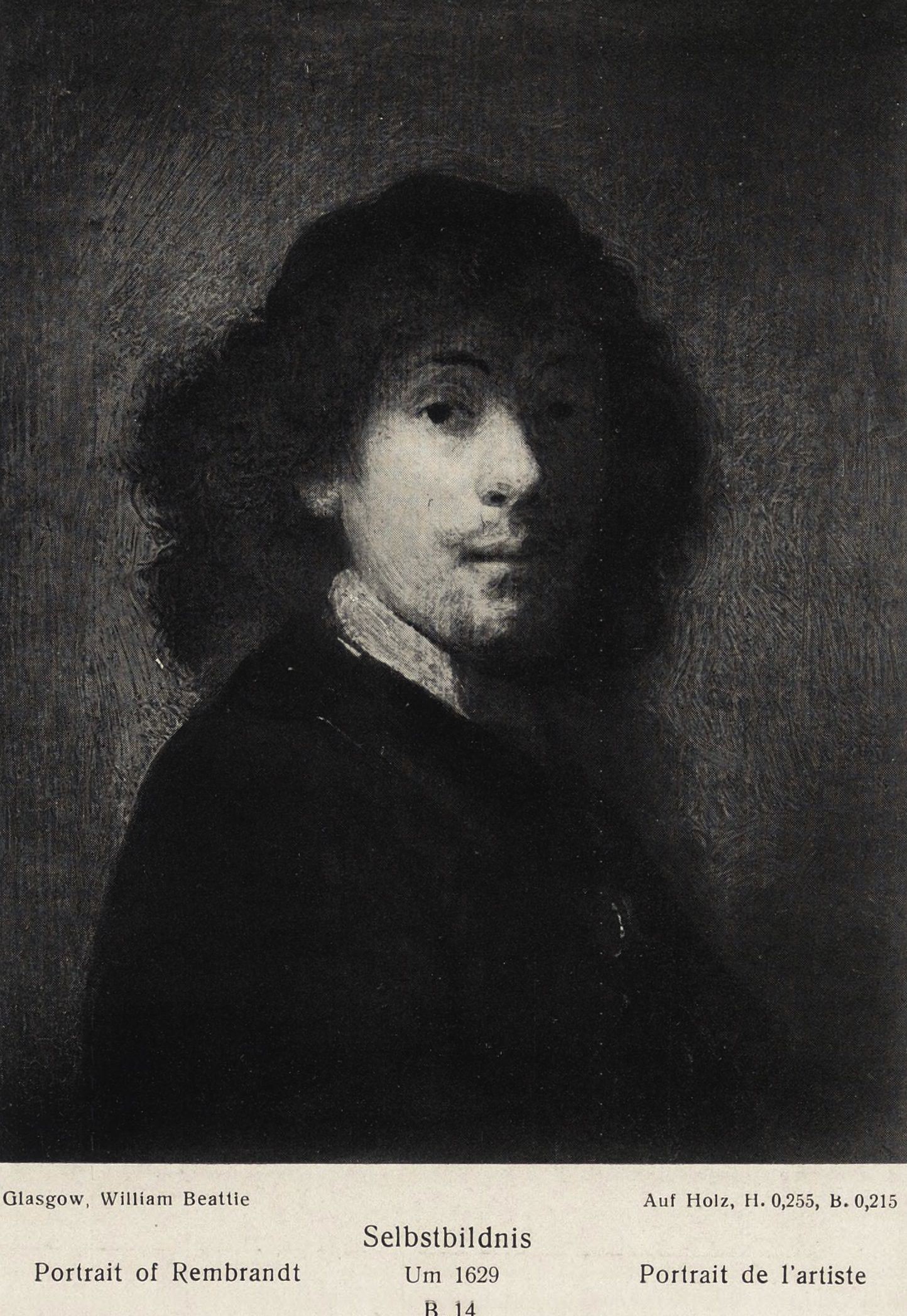
Constantijn Huygens
geboren in 1596

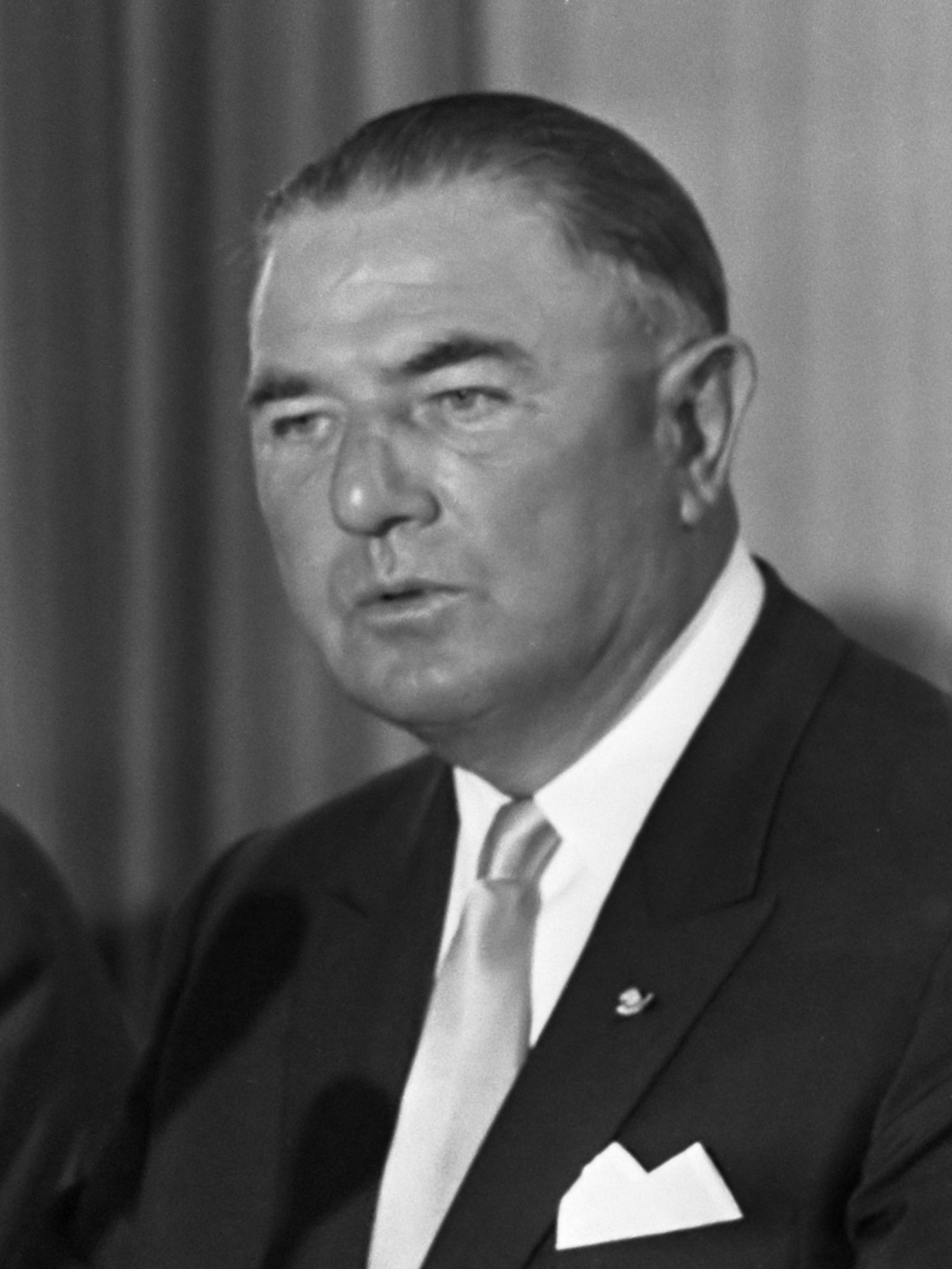
Cornelis Verolme
geboren in 1900

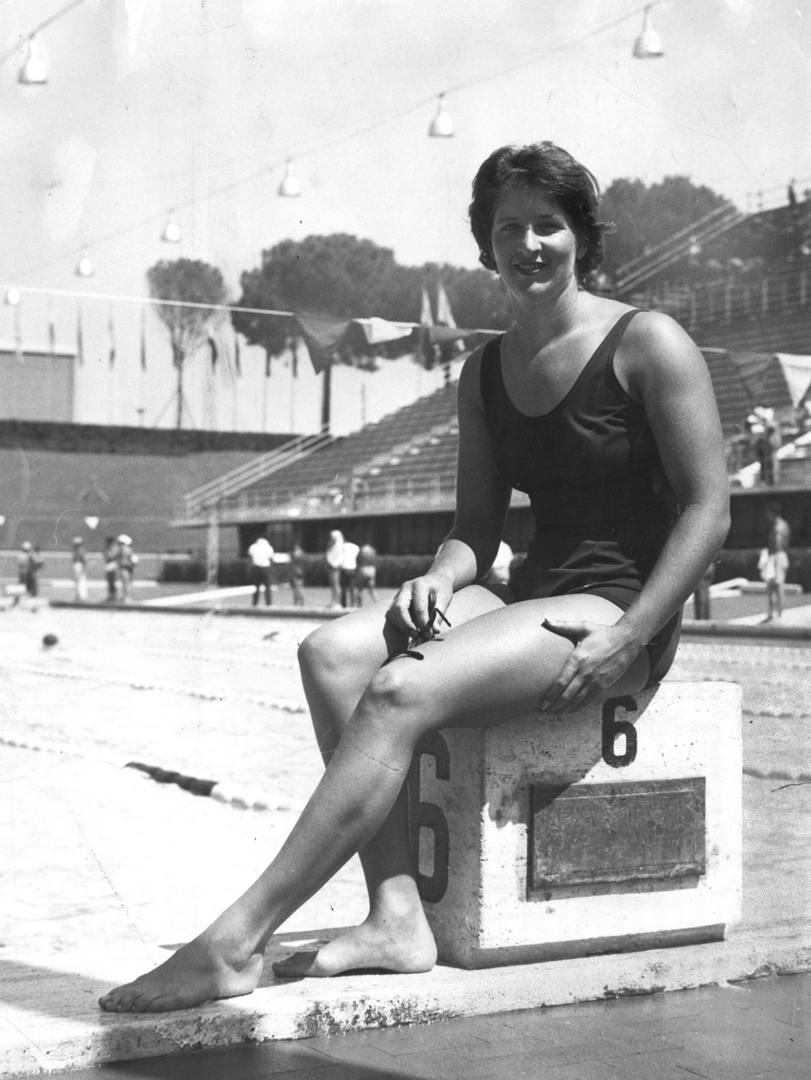
Dawn Fraser
geboren in 1937

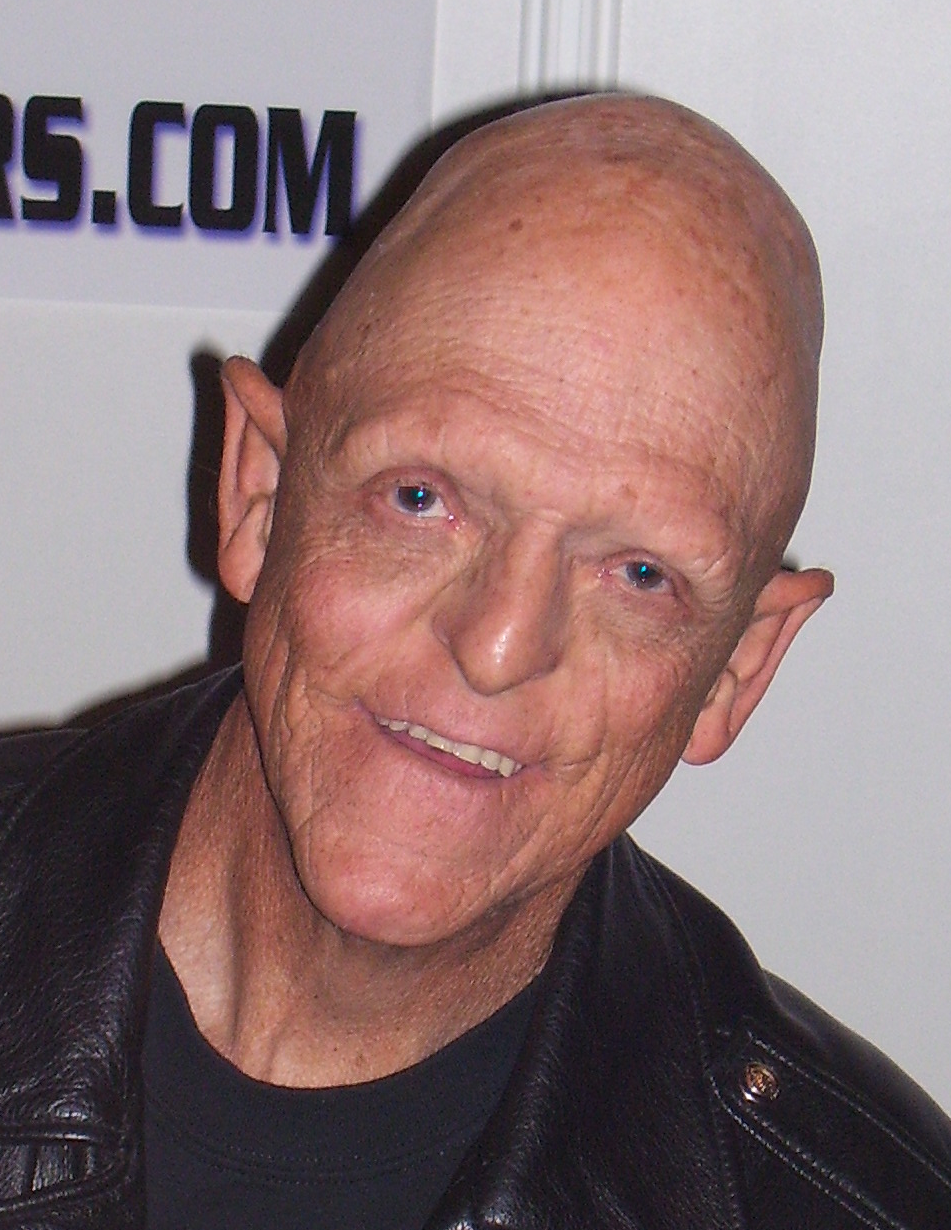
Michael Berryman
geboren in 1948

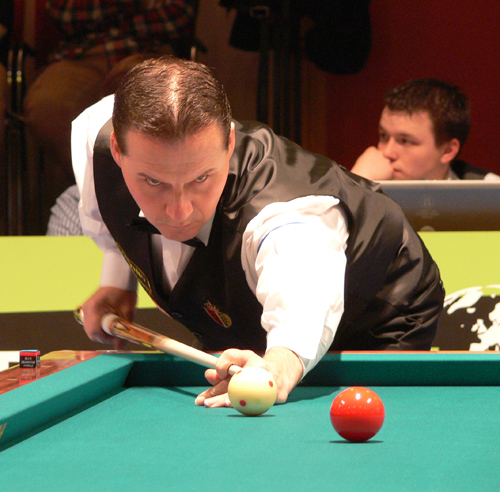
Eddy Merckx
geboren in 1968

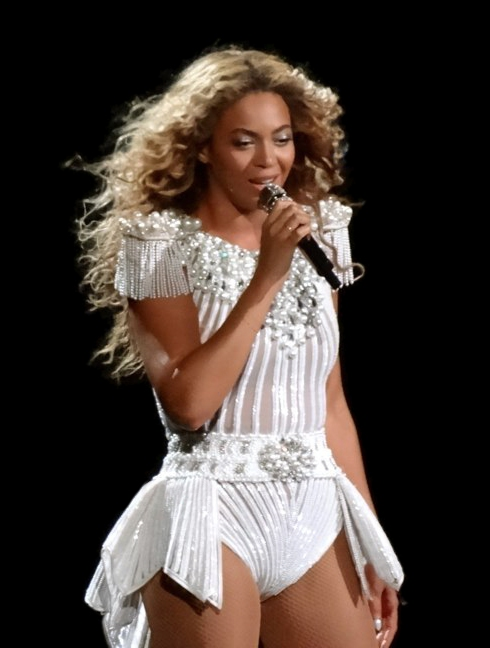
Beyoncé Knowles
geboren in 1981

- 1241 - Alexander III van Schotland, Schots koning (overleden 1286)
- 1563 - Wanli, keizer van China (overleden 1620)
- 1596 - Constantijn Huygens, Nederlands dichter, geleerde en componist (overleden 1687)
- 1729 - Lodewijk Ferdinand van Frankrijk, Dauphin van Frankrijk, vader van drie koningen: Lodewijk XVI, Lodewijk XVIII en van Karel X (overleden 1765)
- 1746 - Bernardus Bosch, Nederlands schrijver en politicus (overleden 1803)
- 1768 - François René de Chateaubriand, Frans schrijver en diplomaat (overleden 1848)
- 1803 - Sarah Polk, Amerikaans first lady (echtgenote van James K. Polk) (overleden 1891)
- 1809 - Sterling Price, Amerikaans generaal (overleden 1867)
- 1815 - Johannes Rudolf Roth, Duits zoöloog en ontdekkingsreiziger (overleden 1858)
- 1824 - Anton Bruckner, Oostenrijks componist (overleden 1896)
- 1832 - Antonio Agliardi, Italiaans curiekardinaal (overleden 1915)
- 1846 - Daniel Burnham, Amerikaans stedenbouwkundige en architect (overleden 1912)
- 1848 - Lewis Howard Latimer, Afro-Amerikaans uitvinder en technisch tekenaar (overleden 1928)
- 1865 - Albert Spear Hitchcock, Amerikaans botanicus (overleden 1935)
- 1868 - Herman Robbers, Nederlands schrijver (overleden 1937)
- 1872 - Pietro Fumasoni Biondi, Italiaans curiekardinaal (overleden 1960)
- 1872 - Adri van de Ven, Nederlands bariton en bas (overleden 1935)
- 1877 - Kārlis Ulmanis, president van Letland (overleden 1942)
- 1885 - Antonio Bacci, Italiaans curiekardinaal (overleden 1971)
- 1885 - Rika Davids, Nederlands variété-artieste (overleden 1943)
- 1890 - Gerrit Roorda, Nederlands communist (overleden 1977)
- 1891 - Fritz Todt, Duits ingenieur en minister in het Derde Rijk (overleden 1942)
- 1892 - Darius Milhaud, Frans componist (overleden 1974)
- 1896 - Antonin Artaud, Frans toneelschrijver en acteur (overleden 1948)
- 1896 - Adolphe Reymond, Zwitsers voetballer (overleden 1976)
- 1899 - Toon Ramselaar,  rooms-katholieke priester van het aartsbisdom Utrecht (overleden 1981)
- 1900 - Cornelis Verolme, Nederlands industrieel en scheepswerfmagnaat (overleden 1981)
- 1905 - Mary Renault, Engels schrijfster (overleden 1983)
- 1906 - Max Delbrück, Duits bioloog (overleden 1981)
- 1907 - Henry Palmé, Zweeds atleet (overleden 1987)
- 1908 - Edward Dmytryk, Amerikaans filmregisseur (overleden 1999)
- 1908 - Richard Wright, Amerikaans schrijver (overleden 1960)
- 1909 - Johannes Willebrands, Nederlands kardinaal, metropoliet en aartsbisschop (van aartsbisdom Utrecht) (overleden 2006)
- 1913 - Victor Kiernan, Brits historicus (overleden 2009)
- 1914 - Jan Lijding, Nederlands verzetsstrijder (overleden 1945)
- 1915 - Rudolf Schock, Duits lyrisch tenor (overleden 1986)
- 1918 - Ashruf Karamat Ali, Surinaams praktizijn en politicus (overleden 1971)
- 1918 - Gerald Wilson, Amerikaans jazztrompettist, bigbandleider, componist en arrangeur (overleden 2014)
- 1919 - Teddy Johnson, Brits zanger (overleden 2018)
- 1920 - Clemar Bucci, Argentijns autocoureur (overleden 2011)
- 1920 - Jackie Holmes, Amerikaans autocoureur (overleden 1995)
- 1922 - Ramon Malla Call, Spaans bisschop (overleden 2014)
- 1924 - Bobby Grim, Amerikaans autocoureur (overleden 1995)
- 1925 - Leo Apostel, Belgisch filosoof (overleden 1995)
- 1925 - Elias Hrawi, Libanees politicus (overleden 2006)
- 1926 - Kees Korbijn, Nederlands zanger, (overleden 2012)
- 1927 - John McCarthy, Amerikaans informaticus (overleden 2011)
- 1929 - Max Soliven, Filipijns journalist en krantenuitgever (overleden 2006)
- 1930 - Jerry Ragovoy, Amerikaans liedschrijver en muziekproducent (overleden 2011)
- 1931 - Els Amman, Nederlands kunstenares (overleden 1978)
- 1931 - Mitzi Gaynor, Amerikaans actrice, zangeres en danseres (overleden 2024)
- 1931 - Jan Klaassens, Nederlands voetballer (overleden 1983)
- 1931 - Jozef Schils, Belgisch wielrenner (overleden 2007)
- 1932 - Tonnie Hom, Nederlands zwemster (overleden 2013)
- 1933 - Bill Moss, Brits autocoureur (overleden 2010)
- 1934 - Clive Granger, Brits econoom en Nobelprijswinnaar (overleden 2009)
- 1934 - Helga Ruebsamen, Nederlands schrijfster (overleden 2016)
- 1935 - Michel Sardaby, Frans jazzpianist en componist (overleden 2023)
- 1936 - Gilbert Bailliu, Belgisch voetballer (overleden 2023)
- 1936 - Carlos Griguol, Argentijns voetballer en voetbaltrainer (overleden 2021)
- 1937 - Dawn Fraser, Australisch zwemster en olympisch kampioene
- 1938 - Nicholas Worth, Amerikaans karakteracteur (overleden 2007)
- 1940 - Ronald Moon, Amerikaans opperrechter (overleden 2022)
- 1942 - John H de Bye, Surinaams medicus en schrijver (overleden 2022)
- 1942 - Jerry Jarrett, Amerikaans worstelpromotor en professioneel worstelaar (overleden 2023)
- 1942 - Jan-Harm Pol, Amerikaans dierenarts van Nederlandse komaf, bekend uit de tv-reeks The incredible Dr. Pol
- 1944 - Tony Atkinson, Brits econoom (overleden 2017)
- 1944 - Theo de Groot, Nederlands acteur
- 1945 - Truus te Selle, Nederlands actrice
- 1945 - Jilles Vermaat, Nederlands darter (overleden 2017)
- 1946 - Emiel Goelen, Belgisch televisiepresentator (overleden 2015)
- 1946 - Harry Vos, Nederlands voetballer (overleden 2010)
- 1948 - Michael Berryman, Amerikaans acteur
- 1948 - Marian Soutendijk-van Appeldoorn, Nederlands politica en rechter
- 1951 - Elly van Beuzekom-Lute, Nederlands atlete
- 1953 - Fatih Terim, Turks voetballer en voetbaltrainer
- 1954 - Isabelle Durant, Belgisch politica
- 1957 - Gidamis Shahanga, Tanzaniaans atleet
- 1959 - Fernando Álvez, Uruguayaans voetballer
- 1959 - Eduardo Lara, Colombiaans voetbalcoach
- 1960 - Kim Thayil, Indisch-Amerikaans gitarist
- 1961 - Bernard Casoni, Frans voetballer en voetbalcoach
- 1961 - Jan van Zanen, Nederlands politicus
- 1962 - Shinya Yamanaka, Japans bioloog
- 1963 - Gary Neiwand, Australisch wielrenner
- 1964 - Robson da Silva, Braziliaans atleet
- 1965 - Marc Degryse, Belgisch voetballer
- 1965 - Hedda zu Putlitz, Duits mountainbikester
- 1966 - John Beresford, Engels voetballer
- 1967 - Igor Kornejev, Russisch voetballer
- 1968 - Michael Goulian, Amerikaans piloot
- 1968 - Eddy Merckx, Belgisch biljarter
- 1969 - Ramon Dekkers, Nederlands kickbokskampioen (overleden 2013)
- 1969 - Džoni Novak, Sloveens voetballer
- 1970 - Koldo Álvarez, Andorrees voetballer en voetbalcoach
- 1970 - Carsten Bresser, Duits mountainbiker
- 1970 - Igor Cavalera, Braziliaans drummer van Sepultura
- 1970 - Daisy Dee (Daisy Rollocks), Curaçaos zangeres
- 1971 - Bas van de Goor, Nederlands volleyballer
- 1971 - Teun van de Keuken, Nederlands journalist en programmamaker
- 1972 - Daniel Nestor, Canadees tennisser
- 1973 - Dominique Arnold, Amerikaans atleet
- 1973 - Lidia Şimon, Roemeens atlete
- 1974 - Carmit Bachar, Amerikaans danseres, zangeres, model en actrice
- 1974 - Alex Roy, Engels darter
- 1975 - Julie Deiters, Nederlands hockeyster
- 1975 - Megumi Oshima, Japans atlete
- 1975 - Mark Ronson, Brits muziekproducer, muzikant en dj
- 1975 - Yoani Sánchez, Cubaans blogger
- 1975 - Dominic Seiterle, Canadees roeier
- 1976 - Bjorn Haneveer, Belgisch snookerspeler
- 1978 - Frederik Veuchelen, Belgisch wielrenner
- 1980 - Fábio Carbone, Braziliaans autocoureur
- 1980 - David Garrett, Duits-Amerikaans viool-virtuoos
- 1981 - Tom Van Imschoot, Belgisch voetballer
- 1981 - Beyoncé Knowles, Amerikaans zangeres
- 1981 - Pavel Sofin, Russisch atleet
- 1982 - Mark Lewis-Francis, Brits atleet
- 1982 - Kerrie Meares, Australisch wielrenster
- 1983 - Pau Quemada, Spaans hockeyer
- 1984 - Jonathan Adam, Schots autocoureur
- 1985 - Thomas Matthys, Belgisch atleet
- 1985 - Leonie Meijer, Nederlands zangeres
- 1986 - Lorenzo Davids, Surinaams-Nederlands voetballer
- 1986 - Stefano Gross, Italiaans alpineskiër
- 1986 - Igor Jerochin, Russisch atleet
- 1987 - Gideon Louw, Zuid-Afrikaans zwemmer
- 1988 - Anna Berecz, Hongaars alpineskiester
- 1990 - James Bay, Engels singer-songwriter
- 1990 - Maud Catry, Belgisch volleybalster
- 1992 - Sara Hector, Zweeds alpineskiester
- 1993 - Yannick Ferreira Carrasco, Belgisch voetballer
- 1993 - Metkel Eyob, Eritrees wielrenner
- 1996 - Michael Ciccarelli, Canadees snowboarder
- 1996 - Gijs Hakkert, Nederlands radioproducer
- 1998 - Geert Nentjes, Nederlands darter
- 2001 - Froukje Veenstra, Nederlands singer-songwriter
- 2003 - Carrie Jones, Welsh voetbalster
- 2003 - Tang Muhan, Chinees zwemster
- 2004 - Kota Takai, Japans voetballer
- 2005 - Milkias Maekele, Eritrees voetballer
- 2006 - Ronja Foss Arnesen, Noors voetbalster

## Overleden
- 422 - Bonifatius I, paus van Rome

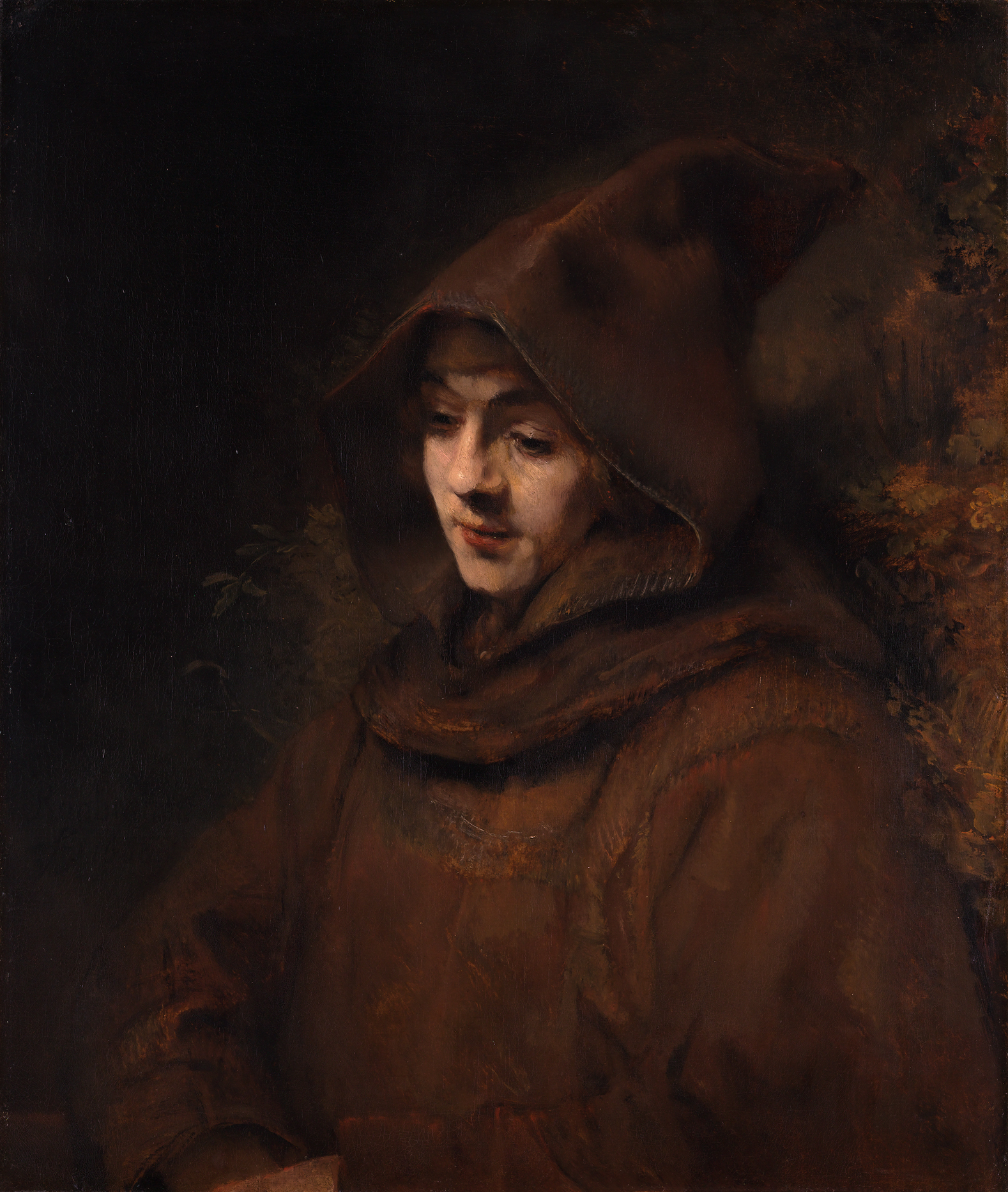
Titus van Rijn
overleden in 1668

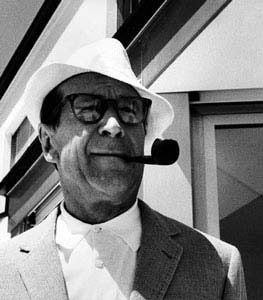
Georges Simenon
overleden in 1989

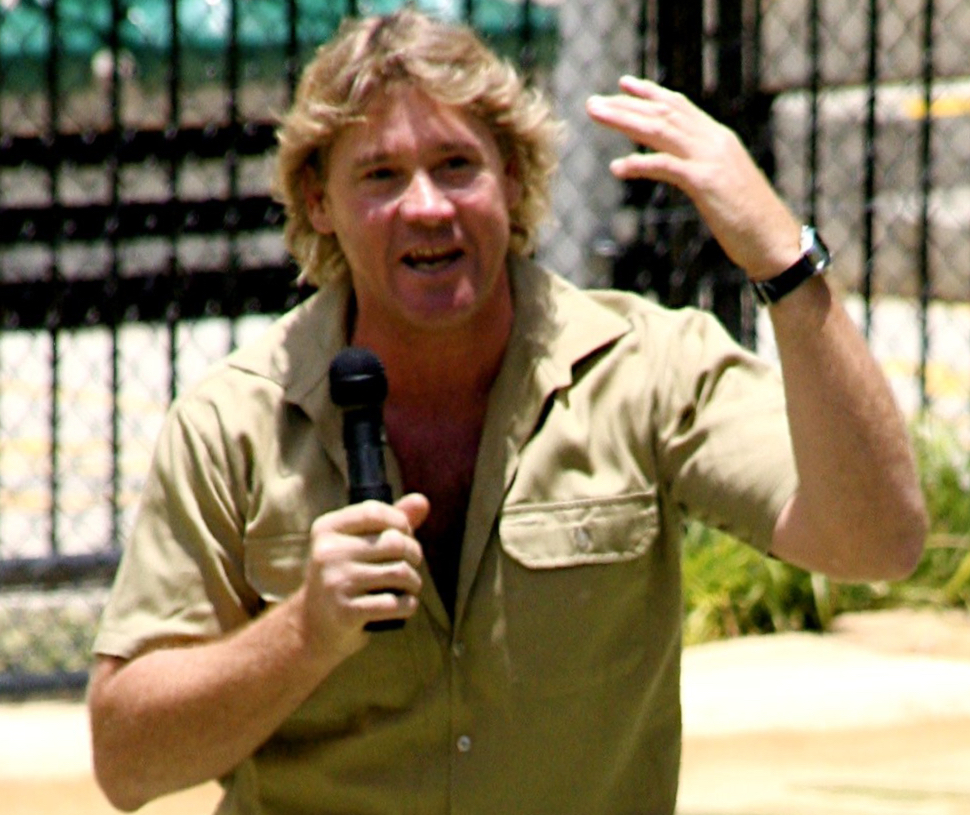
Steve Irwin
overleden in 2006

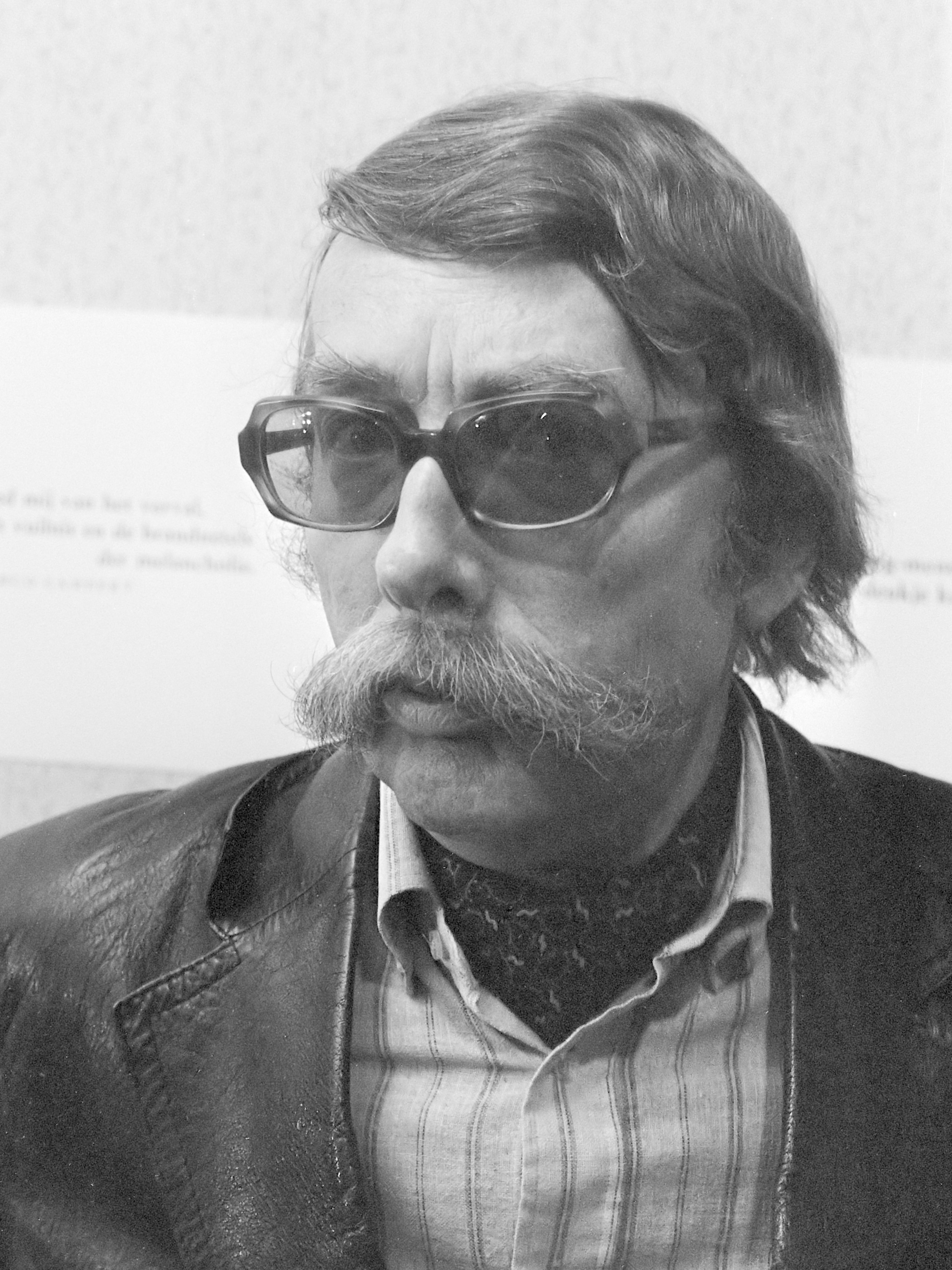
Gerrit Kouwenaar
overleden in 2014

- 1063 - Toghrül Beg (ca. 73), grondlegger van de dynastie van de Seltsjoeken
- 1390 - Rupert van Nassau-Sonnenberg (~50), graaf van Nassau-Sonnenberg
- 1416 - Johan I van Nassau-Siegen (~77), graaf van Nassau-Siegen
- 1588 - Robert Dudley (56), graaf van Leicester, vertrouweling van Elizabeth I van Engeland
- 1668 - Titus van Rijn (27), zoon van Rembrandt van Rijn
- 1676 - Frederik Hendrik van Nassau-Siegen (24), Duits prins, officier in het Staatse leger
- 1907 - Edvard Grieg (64), Noors componist
- 1914 - Karl Franz (22), Duits voetballer
- 1918 - Frans Coeckelbergs (59), Belgisch schrijver
- 1938 - Patrick Joseph Hayes (70), Amerikaans kardinaal-aartsbisschop van New York
- 1942 - Jules Brunfaut (89), Belgisch architect
- 1953 - Magdalon Monsen (43), Noors voetballer
- 1958 - Raffaele Paolucci (66), Italiaans militair
- 1963 - Robert Schuman (77), Frans politicus
- 1964 - Werner Bergengruen (71), Duits schrijver
- 1965 - Albert Schweitzer (90), Duits arts, Nobelprijswinnaar
- 1971 - Jan de Roek (30),  Belgisch dichter en essayist
- 1974 - Marcel Achard (75), Frans toneelschrijver
- 1974 - Jean-Baptiste Piron (78), Belgisch militair
- 1977 - Ernst Friedrich Schumacher (66), Duits economisch denker
- 1989 - Georges Simenon (86), Belgisch schrijver
- 1990 - Richard Brancart (68), Belgisch atleet
- 1990 - Irene Dunne (91), Amerikaans actrice
- 1991 - Dottie West (58), Amerikaans countryzangeres
- 1993 - Hervé Villechaize (50), Frans acteur o.a. Tattoo Fantasy Island
- 1997 - Chuck Arnold (71), Amerikaans Formule 1-coureur
- 1997 - Hans Eysenck (81), Brits psycholoog
- 1997 - Aldo Rossi (66), Italiaans architect
- 2002 - Jerome Biffle (74), Amerikaans atleet
- 2003 - Jefferson Gottardi (27), Boliviaans voetballer
- 2004 - Bram Vermeulen (57), Nederlands cabaretier, tekstschrijver en zanger
- 2005 - Alan Truscott (80), Engels bridgespeler
- 2006 - Rémy Belvaux (38), Belgisch acteur, producer, regisseur en scenarioschrijver
- 2006 - Giacinto Facchetti (64), Italiaans voetballer
- 2006 - Margot Hudig-Heldring (87), Nederlands beeldhouwster
- 2006 - Steve Irwin (44), Australisch dierenkenner, dierentuinhouder, natuurbeschermer, documentairemaker en televisiepresentator
- 2008 - Alain Jacquet (69), Frans kunstenaar
- 2008 - Willem Symor (72), Nederlands held van de Bijlmerramp
- 2011 - Lalla Aicha (81), Marokkaans prinses
- 2013 - Dick Raaijmakers (83), Nederlands componist
- 2013 - Leopold Vandille (83), Belgisch politicus
- 2014 - Gustavo Cerati (55), Argentijns artiest, singer-songwriter, gitarist en producent
- 2014 - Gerrit Kouwenaar (91), Nederlands journalist, vertaler en dichter
- 2014 - Wolfhart Pannenberg (85), Duits theoloog
- 2014 - Joan Rivers (81), Amerikaans comédienne, televisiepersoonlijkheid en actrice
- 2015 - Chandra Bahadur Dangi (75), kleinste volwassen man die ooit geleefd heeft
- 2015 - Jean Darling (93), Amerikaans actrice
- 2015 - Rico Rodriguez (80),  Cubaans reggaemuzikant
- 2016 - Élisabeth Collot (113), Frans supereeuwelinge
- 2017 - Gastone Moschin (88), Italiaans acteur
- 2018 - Christopher Lawford (63), Amerikaans acteur
- 2018 - Willem van der Slik (87), Nederlands hoogleraar
- 2019 - Roger Etchegaray (96), Frans kardinaal
- 2019 - Nenad Šulava (56), Kroatisch schaker
- 2020 - Luk Bral (71), Belgisch zanger, kunstschilder en kleinkunstenaar
- 2020 - Annie Cordy (92), Belgisch zangeres en actrice
- 2020 - Gary Peacock (85), Amerikaans jazzmusicus
- 2020 - Lucille Starr (82), Canadees zangeres
- 2021 - Nicole Saeys (97), Belgisch atlete
- 2021 - Jörg Schlaich (86), Duits bouwkundig ingenieur
- 2022 - Peter Straub (79), Amerikaans schrijver
- 2023 - Ferid Murad (86), Amerikaans farmacoloog en Nobelprijswinnaar
- 2023 - Gary Wright (80),  Amerikaans musicus

## Viering/herdenking
- Rooms-Katholiek kalender:
  - Heilige Rosalie (van Palermo) († 1160?)
  - Heilige Irmgard van Suchtelen († vóór 1090)
  - Heilige Mozes († 13e eeuw v.Chr.)
  - Heilige Rosa van Viterbo († 1252) gedachtenis bij de fransiscanen
  - Heilige Ida van Herzfeld († 825)
  - Heilige Iris van Gerapolis († c. 103)

## Weerextremen

### Nederland
| | Officiële records | Officiële records | Officiële records |      | Landelijke records | Landelijke records | Landelijke records |
| Gebeurtenis | Jaar              | Extreem           | Locatie           | Jaar | Extreem            | Locatie            |                    |
| --- | ----------------- | ----------------- | ----------------- | ---- | ------------------ | ------------------ | ------------------ |
| Laagste etmaalgemiddelde temperatuur (°C) | 1925              | 8,8               | De Bilt           |      | 1925               | 7,9                | Maastricht         |
| Hoogste etmaalgemiddelde temperatuur (°C) | 1949              | 21,6              | De Bilt           |      | 1929, 1949         | 23,6               | Maastricht         |
| Laagste minimumtemperatuur (°C) | 1923              | 2,2               | De Bilt           |      | 1923               | 2,2                | De Bilt            |
| Hoogste minimumtemperatuur (°C) | 2018              | 18,3              | De Bilt           |      | 2018               | 18,4               | Vlissingen         |
| Laagste maximumtemperatuur (°C) | 1925              | 11,7              | De Bilt           |      | 1925               | 11,5               | Eelde              |
| Hoogste maximumtemperatuur (°C) | 1949              | 28,9              | De Bilt           |      | 1929               | 34,2               | Maastricht         |
| Hoogste uurgemiddelde windsnelheid (m/s) | 1910              | 12,3              | De Bilt           |      | 1984               | 20,1               | Hoek van Holland   |
| Hoogste windstoot (m/s) | 2011              | 17,0              | De Bilt           |      | 2019               | 27,0               | Lauwersoog         |
| Langste zonneschijnduur (uur) | 2005              | 12,2              | De Bilt           |      | 2005               | 12,8               | Leeuwarden         |
| Langste neerslagduur (uur) | 2015              | 11,9              | De Bilt           |      | 1995               | 14,4               | Lauwersoog         |
| Hoogste etmaalsom van de neerslag (mm) | 2015              | 41,1              | De Bilt           |      | 2015               | 41,1               | De Bilt            |
| Laagste etmaalgemiddelde relatieve vochtigheid (%) | 1901              | 57                | De Bilt           |      | 1928               | 47                 | Maastricht         |
| Laagste uurwaarde luchtdruk op zeeniveau (hPa) | 1965              | 991,9             | De Bilt           |      | 1965               | 988,9              | De Kooy            |
| Hoogste uurwaarde luchtdruk op zeeniveau (hPa) | 2003              | 1031,2            | De Bilt           |      | 2003               | 1031,3             | Soesterberg        |
| Officiële records worden altijd gemeten op het KNMI-weerstation in De Bilt. Landelijke records kunnen worden gemeten op elk officieel KNMI-weerstation in Nederland. |                   |                   |                   |      |                    |                    |                    |

Uitzonderlijke gebeurtenissen
- 1906 - Laatste officiële zomerse dag van het jaar (maximumtemperatuur ≥ 25 °C in De Bilt)
- 1906 - Laatste landelijke zomerse dag van het jaar gemeten in De Bilt, Eelde en Maastricht (maximumtemperatuur ≥ 25 °C op een officieel weerstation)
- 1906 - Laatste landelijke tropische dag van het jaar gemeten in Maastricht (maximumtemperatuur ≥ 30 °C op een officieel weerstation)
- 1984 - Laatste officiële warme dag van het jaar (maximumtemperatuur ≥ 20 °C in De Bilt)
- 1991 - Laatste officiële zomerse dag van het jaar (maximumtemperatuur ≥ 25 °C in De Bilt)
- 2023 - Landelijk langste zonneschijnduur in uren van september dit jaar gemeten in Eelde: 12,5. Samen met 5 september

### België
Dagrecords
- 1925 - Laagste etmaalgemiddelde temperatuur 9,6 °C
- 1929 - Hoogste etmaalgemiddelde temperatuur 25,4 °C
- 1915 - Laagste minimumtemperatuur 5,3 °C
- 1929 - Hoogste maximumtemperatuur 34,9 °C.[10] Dit is de hoogste maximumtemperatuur ooit in de maand september.
- 1954 - Hoogste etmaalsom van de neerslag 34,3 mm

Uitzonderlijke gebeurtenissen
- 1925 - In de Hoge Venen valt neerslag die gedeeltelijk uit sneeuw bestaat. Dit is de vroegste datum tot nu toe waarop er sneeuw is waargenomen in het land.
- 2009 - Een tornado richt beperkte schade aan in Wihéries (Dour).

<< · 1 · 2 · 3 · 4 · 5 · 6 · 7 · 8 · 9 · 10 · 11 · 12 · 13 · 14 · 15 · 16 · 17 · 18 · 19 · 20 · 21 · 22 · 23 · 24 · 25 · 26 · 27 · 28 · 29 · 30 · >>